# Guangfu (Guangdong)
Pour les articles homonymes, voir Guangfu.
Guangfu (chinois : 广福镇,Guǎng Fú Zhèn)  est une ville de Chine, située dans le district de Jiaoling, dans la préfecture de Meizhou, dans la province de Guangdong. Elle est située à 1677 km au sud de Beijing, la capitale.
La Prison de Jiaoling se trouve dans cette ville.

## Canton
La ville de Guangfu est une unité administrative de niveau canton sous la juridiction du comté de Jiaoling, dans la ville-préfecture de Meizhou. En tant que telle, elle a juridiction sur les localités suivantes, :
- ville de Guangfu,
- village de Daba,
- village de Guangyu,
- village de Shifeng,
- village de Tiekeng,
- village de Hongcai,
- village de Xishan,
- village de Haoling,
- village de Yetian,
- village de Legan,
- village de Liushe.